# Außerschulischer Lernort
Unter dem Begriff außerschulischer Lernort (abgekürzt auch ASL oder ALO) wird zunächst einmal wortgetreu ein Ort außerhalb der Schule verstanden, den Schüler und Lehrer gemeinsam im Rahmen des Unterrichts zum Zweck des anschaulichen Lernens besuchen.

## Primäre und sekundäre Lernorte
Unterschieden werden können pädagogisch vorbereitete bzw. vorstrukturierte außerschulische Lernorte, wie beispielsweise Schülerlabore, Science Center oder Museen, von nicht pädagogisch vorbereiteten, vorstrukturierten außerschulischen Lernorten, wie beispielsweise der Backstube der örtlichen Bäckerei. Salzmann (2007, S. 435) hingegen unterscheidet mit dem Begriff „primäre Lernorte“ solche Lernorte, die eigens für das Lernen eingerichtet worden sind, von „sekundären Lernorten“, an denen zwar auch gelernt wird, die aber vorrangig anderen Aufgaben dienen, z. B. Jugendwohnheime.
Außerschulische Lernorte ermöglichen eine besondere Form der Herstellung eines Praxisbezugs in der Schulbildung. Der Besuch eines außerschulischen Lernorts kann höchst unterschiedlich sein. Es ist möglich, dass Schüler in gärtnerische oder handwerkliche Arbeiten aktiv mit einbezogen werden und diese gezielt und wiederkehrend besuchen. So bieten Aufenthalte in sogenannten Schullandheimen mehrtägiges außerschulisches Lernen zu bestimmten Themen (Natur, Umwelt, Kultur-, Geschichte, Biologie, Geographie, Geologie) an. Als Exkursionsziele eignen sich außerschulische Lernorte besonders. In der Regel beschränkt sich der Besuch aber auf einen einzigen Tag, da er integraler Bestandteil einer schulischen Unterrichtseinheit zu einem Thema sein kann, z. B. eine Betriebserkundung (im Bereich der Wirtschafts- und Sozialwissenschaften).
Historisch gesehen bezog schon die Reformpädagogik außerschulische Lernorte in die schulischen Bildungsprozesse ein.
Der Besuch außerschulischer Lernorte ist vor allem mit dem frühen Sachunterricht und den später folgenden sozialwissenschaftlichen Fächern verbunden, in die dieser in den weiterführenden Schulen (Hauptschule, Realschule, Gesamtschule, Gymnasium) aufgeteilt wird (z. B. Politikwissenschaft, Geographie, Geschichte). Dies hängt damit zusammen, dass der frühe Sachunterricht in der Grundschule an die neuen Eindrücke der späteren Lebenswelt (Umwelt) der Kinder anknüpfen möchte.
Außerschulische Lernorte sind allerdings nicht nur für den schulischen Unterricht interessant. Menschen lernen ja auch im täglichen Leben, gezielt oder eher beiläufig. Dieses Lernen nennt man heute informelles Lernen, abgegrenzt vom formalen schulischen Lernen oder dem Lernen in Kursen, das nonformales Lernen genannt wird. So lernen Besucher eines Museums über die dortigen Darstellungen und Ausstellungsstücke. Das Wandern auf einem Waldlehrpfad kann dazu führen, dass die in ihrer Freizeit aktiven Menschen dort etwas über Bäume, Landschaftszusammenhänge, Naturschutz oder Tiere lernen. Hier hängt natürlich alles von der Lernbereitschaft und der Absicht der Spaziergänger ab. Jemand kann hier lernen, dies geschieht aber nur, wenn dies aktiv angegangen wird.

## Beispiele
- Verschiedene Beispiele für außerschulische Lernorte bietet das Projekt KennenLernenUmwelt innerhalb der Regionale 2010 in Nordrhein-Westfalen. Es gibt eine Naturschule, eine Archäologiewerkstatt, eine Musik-, Tanz- und Theaterwerkstatt sowie eine Literatur- und Kunstwerkstatt. Die Zielgruppe dieses auf Dauer angelegten Projektes sind Grundschüler.
- Ein weiteres Beispiel ist der Außerschulische Lernort Wilhelmshaven.
- Zahlreiche Zoologische Gärten in deutschsprachigen Ländern gelten mit ihren Zooschulen als eigene außerschulische Lernorte. Die dort arbeitenden Zoopädagogen versuchen den Lernenden die Nachhaltigkeit in allen Bereichen zu vermitteln und  bieten außer Unterricht für Schulklassen auch Unterrichtsmaterialien an. Ähnliches geschieht in Botanischen Gärtensowie auf Landes- und Bundesgartenschauen.
- Naturerfahrungsräume
- Planetarien, insbesondere solche, bei denen in den jeweiligen Programmen das Publikum mit dem Vorführer interagieren muss, oder/und jene, welche in Nebengelassen die Möglichkeit zur freiarbeitlichen Vertiefung einiger im Planetariumsprogramm erlebten Inhalte bieten. Häufig werden in solchen Freiarbeitseinheiten Hands-Ons gefertigt, die den Erkenntnisprozess so, im wahrsten Sinne des Wortes, begreifen helfen.
- Besuch einer politischen Veranstaltung im Klassen- oder Kursverband im Rahmen des Unterrichts, z. B. die Teilnahme an „Fridays for Future“-Demonstrationen.
- Lernort Bauernhof
- Freilandlabor Kaniswall
- Dynamikum
- Phyllodrom
- Mathematikum
- Experiminta
- Initiative Junge Forscherinnen und Forscher[4]
- Exploratorium Potsdam
- paläon, heute Forschungsmuseum Schöningen
- phæno – Science Center in Wolfsburg
- Phänomenta Bremerhaven
- Phänomenta Lüdenscheid
- Lernort Zivilcourage & Widerstand e. V.
- Universum Bremen
- Klimahaus Bremerhaven
- Pädagogisch-Kulturelles Centrum Ehemalige Synagoge Freudental[5]
- Q.UNI (Kinder- und Jugend-Uni der WWU Münster)[6]
- Lernort Keibelstraße
- DASA Arbeitswelt Ausstellung
- Pfahlbaumuseum Unteruhldingen